# Bombardamenti di Cagliari del 1943
I bombardamenti di Cagliari del 1943 furono una serie di operazioni militari condotte dagli Alleati al fine di distruggere le installazioni aeronautiche delle forze dell'Asse sulla città omonima, precorritrici di una catena di attacchi su tutta la Sardegna. I bombardamenti causarono la distruzione o il danneggiamento di più della metà del tessuto cittadino, e tra le mille e le duemila vittime tra la popolazione civile.

## Antefatti
L'entrata ufficiale nel conflitto da parte dell'Italia il 10 giugno 1940 aveva significato inizialmente solo lievi disagi per i cagliaritani, quali l'oscuramento, i ritardi nella corrispondenza tra la città e il fronte e il suono degli allarmi, a cui gli abitanti del capoluogo sardo pare si fossero abituati a causa delle numerose incursioni nei paesi vicini di Elmas e Monserrato. L'unica privazione degna di nota consisteva nel razionamento dei generi alimentari, situazione che portò la popolazione a patire la fame durante gli anni del conflitto, e che venne aggravata, secondo l'OVRA, dalla disorganizzazione che vigeva in città in materia di approvvigionamento dei beni. Le condizioni di vita erano comunque migliori rispetto alla situazione vissuta da altre città italiane nello stesso periodo. Benché svolgesse il ruolo di "portaerei del Mediterraneo" nelle strategie militari delle potenze dell'Asse, la Sardegna pareva destinata a rimanere ai margini del conflitto. Tuttavia, l'avanzata degli anglo-americani nell Nordafrica francese nel 1942 e la conseguente ascesa dell'isola a punto di riferimento per le operazioni aeronavali italo-tedesche cambiò completamente il ruolo di Cagliari nella seconda guerra mondiale.

## Primi bombardamenti
Le prime incursioni sul capoluogo sardo avvennero il 2 giugno 1942, quando alle ore 23:30 locali un bombardiere inglese sorvolò il porto cittadino e, dopo aver lanciato numerosi bengala in modo da migliorare la visuale, attaccò le navi da guerra che vi erano ancorate. Il pronto azionamento dei congegni per il rilascio della nebbia artificiale permise alle navi di non riscontrare danni, mentre alcune bombe caddero sul cimitero monumentale di Bonaria. L'area circostante e lo stesso cimitero subirono lievi danni. I morti accertati furono due.
Un secondo bombardamento avvenne cinque giorni dopo, la notte tra il 7 e l'8 giugno, anche questo ad opera dell'aviazione inglese. Fu colpito il centro della città, in particolare furono distrutti alcuni fabbricati di Largo Carlo Felice, via Angioy, via Sassari e del quartiere di Marina, aprendo una voragine nella zona adiacente al Banco di Napoli e alla Banca Commerciale; altri edifici rimasero danneggiati. Le stime sulle vittime variano da dodici a quattordici morti, i feriti invece furono quindici.

## Febbraio 1943
Il preludio ai massicci bombardamenti che avrebbero interessato Cagliari nel febbraio 1943 si ebbe un mese prima, quando il 21 gennaio aerei inglesi attaccarono l'aeroporto di Elmas causando danni agli hangar e provocando la morte di sei persone e il ferimento di altre quattro. Il 7 febbraio fu la volta della forze aeree statunitensi che compirono cinque azioni esplorative sorvolando Cagliari e nuovamente il vicino aeroporto: le incursioni causarono 10 morti e 13 feriti tra gli italiani e 16 morti e 20 feriti tra i tedeschi.
I bombardamenti sul capoluogo iniziarono il 17 febbraio successivo. A differenza delle precedenti incursioni, per lo più contro obiettivi militari o strategici, questa interessò maggiormente il centro cittadino. I primi aerei americani, centocinque tra Fortezze volanti B-17 e Lightning P-38 a doppia fusoliera, giunsero in città alle ore 14:10 locali colpendo con spezzoni e bombe la zona compresa tra via Nuoro, via Barone Rossi, viale Bonaria e viale Diaz e la zona davanti alla chiesa di San Michele, interessando inoltre i quartieri di Stampace, Castello e le zone del Terrapieno e Genneruxi. L'attacco durò circa trenta minuti, causando la morte di 97 persone, tra le quali l'illustratore Tarquinio Sini. Il bilancio fu pesante a causa della mancanza di preparazione della popolazione, che istintivamente e inconscia del pericolo si espose al bombardamento riversandosi in strada o affacciandosi ai balconi. A ciò si sommò una certa disorganizzazione nella costruzione delle vie di fuga per i cittadini: una parte dei corpi, infatti, venne ritrovata ammassata davanti al rifugio del carcere di Santa Restituta (via Sant'Efisio) davanti al quale era stato costruito un muro avente il compito di favorire l'afflusso all'ingresso del rifugio, ma che difatti impedì a molte persone di accedere facilmente allo stesso. Dopo Cagliari, i bombardieri americani (probabilmente diretti all'aeroporto militare di Villacidro) passarono sopra i paesi vicini di Quartu Sant'Elena (otto morti) e Gonnosfanadiga, sulla quale lanciarono numerosi spezzoni colpendo principalmente la via principale, a quell'ora (le tre del pomeriggio) affollata di persone. Morirono tra gli ottantatré e le centodiciotto persone, tra cui una ventina di bambini. I feriti furono trecentotrenta.

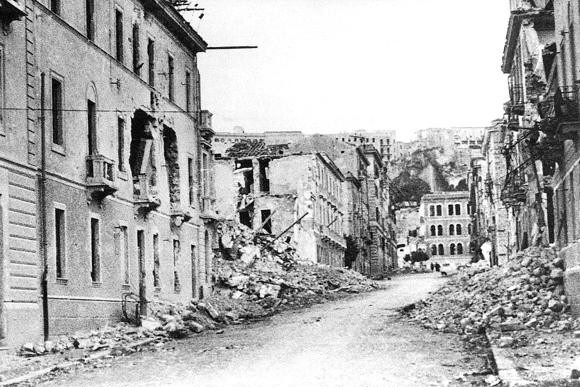
Rovine in via Salvatore Farina

I successivi bombardamenti si verificarono il 26 febbraio. Alle ore 15:30 locali una ventina di B-17 arrivò in città da Capo Carbonara colpendo con cinquanta tonnellate di bombe i quartieri di Bonaria, Castello e Stampace. Non furono risparmiati nemmeno edifici di valore storico e religioso quali la Torre dell'Elefante, le chiese di San Giuseppe e di Sant'Anna, il palazzo Valdès, il palazzo Vivanet, il Teatro Civico, la Biblioteca comunale e il Bastione di Saint Remy, al cui interno era stato allestito un rifugio anticrollo per gli abitanti del quartiere di Castello; dopo i bombardamenti rimase gravemente danneggiato causando la morte delle persone che vi avevano trovato riparo, tra le quali due avieri tedeschi della Luftwaffe. Inoltre fu danneggiato pesantemente il Palazzo Civico nel lato della via Crispi, che riportò il crollo della copertura del cortile interno. Due giorni dopo, il 28 febbraio, alle 12:55 ottantacinque aerei lanciarono cinquecentotrentotto bombe per centoventitré tonnellate di esplosivo. Furono colpiti il mercato cittadino, il palazzo Villamarina (sede della questura) e la stazione ferroviaria di via Roma, causando in quest'ultima centinaia di morti tra passeggeri e ferrovieri.
La stima totale delle vittime delle tre incursioni di febbraio varia dalle quattrocentosedici alle settecento. Il bombardamento del 28 segnò la morte sociale della città: nei giorni successivi tra le quarantacinquemila e le settantamila persone abbandonarono Cagliari, rifugiandosi nei paesi di provincia serviti dalla linea ferroviaria (ad esempio Sinnai, Dolianova, Senorbì, Orroli, Mandas, Isili) e dell'interno dell'isola.

## Marzo-maggio 1943

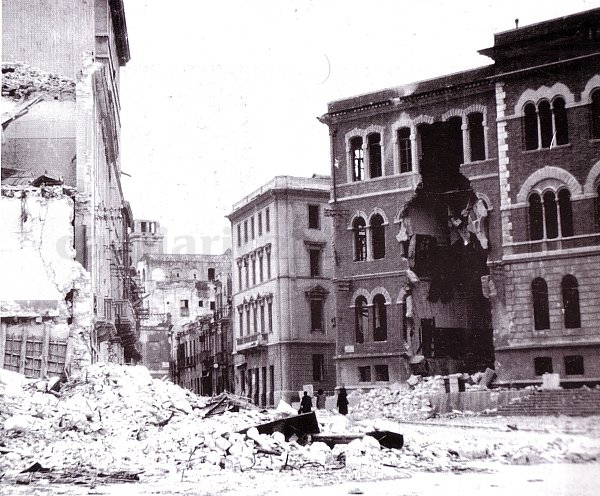
Piazza Garibaldi distrutta dai bombardamenti

La mattina del 31 marzo vennero presi nuovamente di mira il porto di Cagliari e gli aeroporti di Decimomannu, Monserrato e Villacidro, ma alcune bombe caddero anche sulla vicina stazione e sulla Piazza del Carmine. Le diverse incursioni provocarono 60 morti e 52 feriti, oltre che gravi danni agli obiettivi colpiti. Dopo circa due mesi di tregua, durante i quali le forze alleate si concentrarono sugli obiettivi in Africa, gli attacchi ripresero colpendo in modo massiccio il capoluogo e i comuni di Olbia, Alghero, Sant'Antioco e Bosa. Il 13 maggio, tra le 13:35 e le 14:45 e successivamente tra le 22:50 e le 23:07, una flotta di circa duecento bombardieri, tra B-17, B-25, B-26 e Wellington, riversarono su Cagliari quasi cinquecento tonnellate di esplosivo, riducendo ciò che rimaneva della città a un cumulo di macerie. Nonostante la portata del raid, il più distruttivo a cui Cagliari andò incontro, il numero delle vittime fu contenuto, in quanto gran parte degli abitanti aveva già lasciato la città.
Dopo i bombardamenti di maggio meno di diecimila persone vivevano ancora nel capoluogo, e quattro quinti della città erano distrutti. Il 16 maggio il Capitano di Fregata Francesco Murzi, comandante del 7º Gruppo Sommergibili, riportò come Cagliari fosse 
Le incursioni aeree sulla Sardegna di protrassero fino al giorno dell'armistizio, l'8 settembre, senza che tuttavia si registrassero pesanti attacchi come quelli avvenuti nei mesi precedenti. Difatti i raid alleati sul Mediterraneo si concentrarono da lì in avanti sull'invasione della Sicilia.

## Danni e vittime
Cagliari, dopo Napoli, fu la città italiana più bombardata durante la seconda guerra mondiale. Secondo alcune stime le vittime tra i civili furono almeno un migliaio (altre parlano di oltre 2000 morti), e oltre 40 000 persone persero la casa. Gravi infatti furono i danni al patrimonio edilizio della città: su 4 500 edifici esistenti prima del conflitto 720 andarono completamente distrutti e 540 furono gravemente danneggiati; altri 2.295 subirono invece danni minori e 855 risultarono mancanti di porte e finestre a causa degli spostamenti d'aria. In totale il 75% degli edifici venne distrutto o reso inabitabile.
Circa il 70% del patrimonio culturale della città rimase danneggiato. Tra gli edifici più importanti si ricorda la Basilica di San Saturnino (la chiesa più antica di Cagliari) e diverse altre chiese tra cui la chiesa del Carmine, oltre a quelle di San Domenico, Sant'Agostino, Sant'Eulalia e Sant'Anna. Subirono danni anche il Palazzo delle poste e i già citati Palazzo Civico e Bastione di Saint Remy.